# Султыево
Султы́ево (баш. Султый) — деревня в Янаульском районе Башкортостана. Входит в Старокудашевский сельсовет.

## География

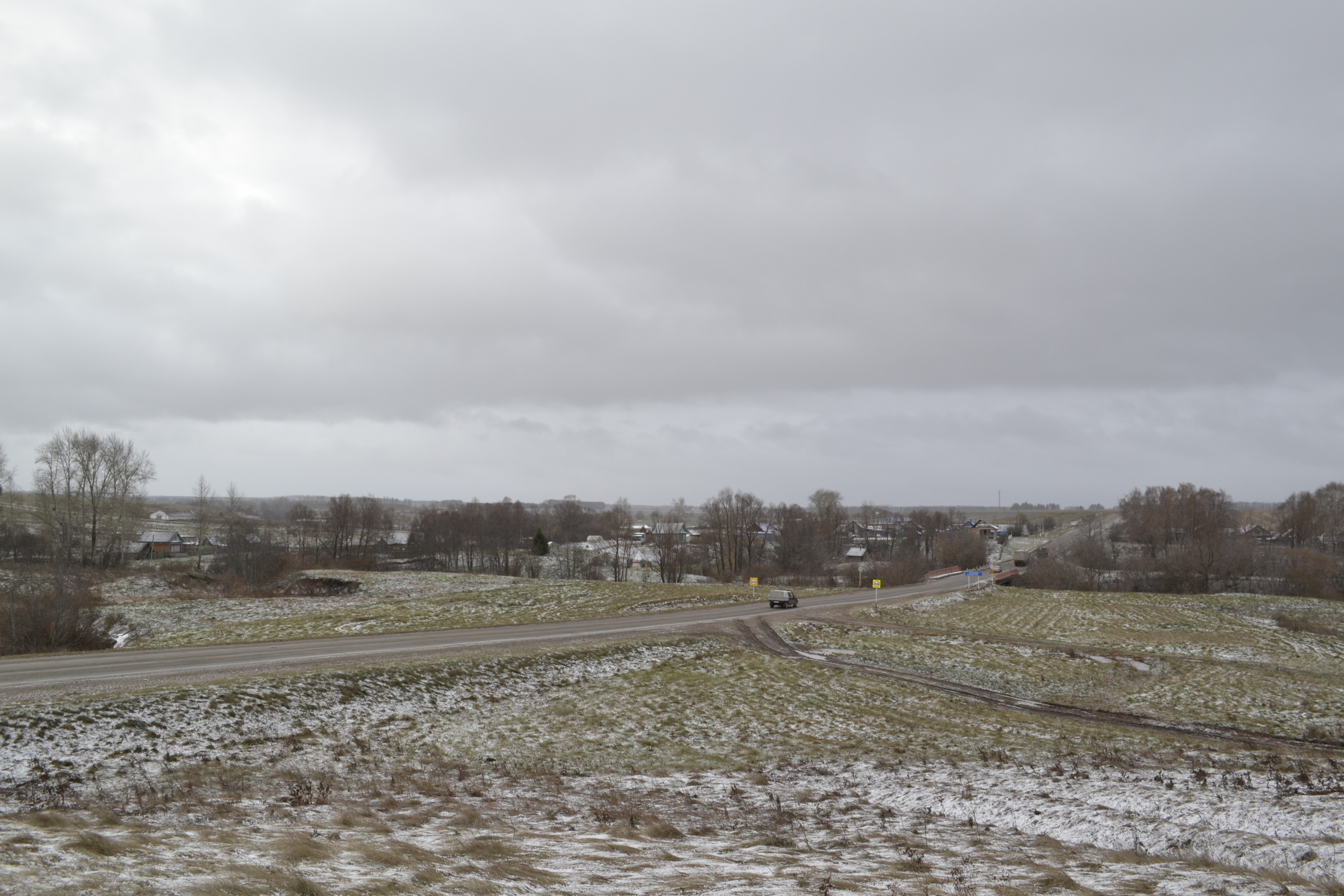

Деревня находится при слиянии трех небольших речек, переходящих в речку Бадряшбаш. Расстояние до:
- районного центра (Янаул): 22 км,
- центра сельсовета (Старокудашево): 8 км,
- ближайшей ж/д станции (Янаул): 22 км.

## История
Деревня возникла между 1763 и 1770 годами (31 человек принимал участие в пугачевском восстании) — здесь, на вотчинной земле башкир Уранской волости, обосновались ясачные татары. Первоначально они жили в одной деревне с башкирами — по данным 1775 года в деревне Верхний Малый Калмаш в 10 дворах проживали 58 башкир-уранцев, на окраине той деревни под названием Султыево — 144 тептяря из ясачных татар.
В 1842 году показано 39 дворов с 218 жителями (125 мужчин и 93 женщины), имелось 200 десятин пашни и 2 мельницы, жителям принадлежало 103 лошади, 230 коров, 106 овец, 150 коз.
В 1870 году — деревня 3-го стана Бирского уезда Уфимской губернии, 75 дворов и 431 житель (232 мужчины и 199 женщин), все тептяри. В деревне находилась мечеть и 2 водяные мельницы, жители занимались лесным промыслом.
В 1896 году в деревне Байгузинской волости IV стана Бирского уезда — 72 двора, 541 житель (279 мужчин, 262 женщины), мечеть.
В 1920 году по официальным данным в деревне было 77 дворов и 373 жителя (194 мужчины, 179 женщин), по данным подворного подсчета — 407 башкир в 85 хозяйствах.
В 1926 году деревня относилась к Янауловской волости Бирского кантона Башкирской АССР.
В 1982 году население — около 100 человек.
В 1989 году — 67 человек (30 мужчин, 37 женщин).
В 2002 году — 68 человек (29 мужчин, 39 женщин), башкиры (94 %).
В 2010 году — 68 человек (31 мужчина, 37 женщин).

## Население
| 2002 | 2009 | 2010 |
| ---- | ---- | ---- |
| 68   | ↗73  | ↘68  |